# Cola stelechantha
Cola stelechantha är en malvaväxtart som beskrevs av John Patrick Micklethwait Brenan. Cola stelechantha ingår i släktet Cola och familjen malvaväxter. Inga underarter finns listade i Catalogue of Life.